# Giovanni Antonio Magini

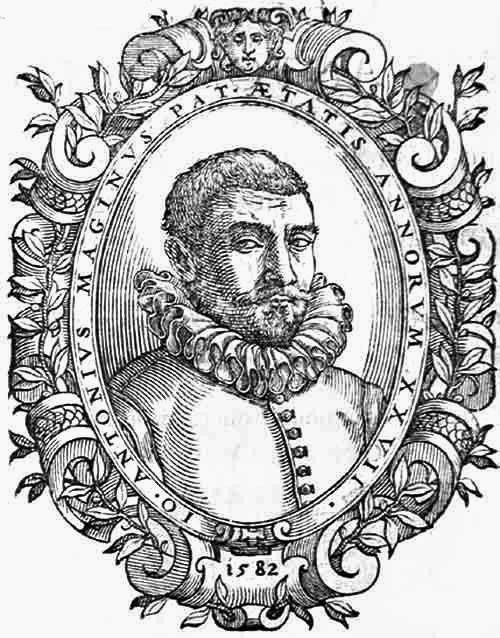
Giovanni Antonio Magini

Giovanni Antonio Magini (em latim: Maginus; Pádua, 13 de junho de 1555 — Bolonha, 11 de fevereiro de 1617) foi um astrónomo, astrólogo, cartógrafo e matemático italiano.
Famoso especialmente por ser o primeiro matemático a utilizar o ponto para indicar a parte decimal dos números.
Em 1588 foi escolhido ao invés de Galileo Galilei para ocupar a cátedra de matemática da Universidade de Bolonha após a morte de Ignazio Danti.